# Ли, Густаво
Густаво Ли Гусман (исп. Gustavo Leigh Guzmán, 19 сентября 1920 года, Сантьяго, Чили — 29 сентября 1999 года, там же) — чилийский военный и государственный деятель, генерал авиации, главнокомандующий ВВС Чили в 1973—1978. Активный участник военного переворота 11 сентября 1973 года и свержения левого правительства Сальвадора Альенде. Санкционировал бомбардировку президентского дворца Ла-Монеда. Член Правительственной хунты генерала Пиночета (1973—1978), занимал ультраправые позиции, близкие к неофашизму. Сторонник корпоративизма, радикальный антикоммунист, причастен к массовым репрессиям в отношении противников диктатуры. Критиковал Пиночета за экономический либерализм и политическую диктатуру, был отправлен в отставку.

## Служба в чилийской авиации
Родился в семье армейского полковника британского происхождения. В 1940 поступил в Военное училище Бернардо О’Хиггинса, затем в училище военной авиации. В 1944 окончил обучение в чине лейтенанта. По военной специальности — пилот бомбардировочной авиации. В 1948—1952 был личным пилотом президента Чили Карлоса Ибаньеса дель Кампо. В 1952—1953 стажировался в школе ВВС США в штате Вайоминг.
В 1956 окончил Военно-воздушную академию (AGA) и поступил на службу в генеральный штаб. С 1960 по 1965 коммандер Густаво Ли — руководитель чилийской военной миссии в США. С 1966 полковник Ли — генеральный секретарь командования чилийских ВВС, возглавлял авиационное училище. С 1971 — начальник генерального штаба ВВС в звании генерала авиации.
Густаво Ли был дважды женат, в двух браках имел четырёх сыновей и двух дочерей. Его старший брат Эрнан Ли был известным юристом и политиком центристской Радикальной партии.

## Член пиночетовской хунты

### Переворот
17 августа 1973 президент Сальвадор Альенде назначил генерала Густаво Ли командующим ВВС Чили (вместо генерала Сесара Руиса). Первоначально Ли отказался от назначения — он придерживался крайне правых взглядов, был убеждённым антикоммунистом и антимарксистом, политическим противником Народного единства (UP) и правительства Альенде. Однако на следующий день согласился — его кандидатуру поддержали коллеги-офицеры.
Будучи дисциплинированным военным, генерал Ли до последнего момента дистанцировался от прямого участия в антиправительственных заговорах. Но его антиальендевская позиция была известна в генералитете и офицерстве, он воспринимался как идеолог военной оппозиции. 9 сентября 1973 Густаво Ли встретился с Аугусто Пиночетом. Генерал Пиночет потребовал от командующего ВВС определиться в отношении к плану военного переворота. Ли согласился примкнуть и вместе с адмиралом Хосе Торибио Мерино подготовил обращение хунты.
11 сентября 1973 года генерал Ли принял активное участие в военном перевороте. Он отдал приказ о воздушной бомбардировке президентского дворца Ла-Монеда.

Этот шаг спас многие жизни. А президент Альенде решил умереть в Ла-Монеде. Он лично мне это сказал.

Густаво Ли

### Политика
Как командующий одного из родов войск генерал Ли стал членом Правительственной хунты. Занимал наиболее жёсткую идеологизированную позицию, близкую к неофашизму. Публично ставил задачу силового искоренения коммунизма и марксизма в Чили. Руководил политическими репрессиями в авиации, санкционировал аресты, допросы и пытки. Именно он отдал соответствующее распоряжение относительно генерала Альберто Бачелета, отца будущего президента Мишель Бачелет и своего бывшего друга.
Служба разведки ВВС (SIFA), затем Управление военно-воздушной разведки — DIFA, подчинённые генералу Ли, играли важную роль в репрессиях. В здании AGA находились арестные помещения, проводились допросы, применялись пытки. Густаво Ли обращался к гражданам Чили с призывом сообщать местонахождение скрывающихся руководителей и чиновников свергнутого UP — многозначительно отмечая, что так следует поступать «ради собственной безопасности». В 1977 Густаво Ли жёстко отозвался о президенте США Джимми Картере и его кампании в защиту прав человека:

Этот лицемер критикует Чили и одновременно стремится к сближению с диктатурой Кастро на Кубе.

Идеологически Ли был близок к ультраправой организации «Родина и свобода». Ему импонировали идеи фашистского корпоративизма и государственного регулирования. Поэтому Ли резко критически относился к неолиберальной экономической политике Пиночета.

### Конфликты
Генерал Ли считался самым жёстким из членов военной хунты и в то же время именно и только он позволял себе возражать Пиночету и критиковать его. Ли резко выступал против концентрации власти в руках Пиночета. Первоначально члены хунты договорились о поочерёдном возглавлении. Однако после прихода к власти Пиночет отказался выполнять это условие. Адмирал Мерино и генерал Мендоса примирились с этим, но генерал Ли посчитал недопустимым нарушением. В декабре 1974 он возражал против объявления Пиночета президентом Чили. Это вызвало у Пиночета приступ ярости. Мерино и Мендоса с трудом уговорили Ли подписать соответствующий декрет-закон, дабы не раскалывать хунту.
Серьёзный конфликт возник на почве карательной политики. Позиция Ли в этом вопросе была сходна с генералом Бонильей: он считал нужным ограничить масштабы репрессий реальными противниками, ввести их в некоторые процедурные рамки и поручить военным спецслужбам. Поэтому Ли негативно относился к тайной полиции ДИНА и персонально к директору полковнику Контрерасу. По его инициативе представители военных разведок создали Соединённую команду (CC), конкурировавшую с ДИНА. Руководили CC подчинённые Ли офицеры ВВС и сотрудники DIFA — Эдгар Севальос Джонс, Энрике Руис Бунхер, Роберто Фуэнтес Моррисон. Между CC и ДИНА разгорелась своеобразгая война с убитыми, ранеными и пленными.
В то же время, выступая против единоличного правления Пиночета, Ли парадоксальным образом оказался сторонником политической либерализации. Он настаивал на оглашении точной даты возвращения к гражданскому правлению. В преддверии организованного Пиночетом референдума 1978 генерал Ли осудил режим как диктаторский.

## Отстранение
18 июля 1978 Густаво Ли дал интервью итальянской газете Corriere della Sera, в котором тезисно изложил свои политические позиции. Он высказался за разработку практического плана перехода к конституционным порядкам. По его словам, стране предстояли лишь пять лет военного правления. За это время Ли предлагал разработать проекты регулирования деятельности политических партий (особенно в части финансовой отчётности), новую конституцию и закон о выборах. Он высказался против идеологически мотивированных репрессий и предложил разрешить левые партии, если они действуют в рамках закона («как в Швеции»). При этом он фактически признал существование «пропавших без вести» оппозиционеров и предложил их родственникам обращаться в суды.
На следующий день состоялось заседание хунты, на котором Пиночет в грубой форме предъявил претензии Ли. В следующие несколько дней были проведены консультации с ведущими представителями военной администрации. Отстранение такого влиятельного деятеля, как Ли, было непростым актом даже для самого Пиночета. Наибольшую сложность составляла замена командующего ВВС. Пиночет предложил эту должность Фернандо Маттеи дав ему пять минут на размышление — и получил согласие.
24 июля 1978 генерал Ли был снят со всех постов и выведен из состава правительственной хунты. Его отставка была положительно воспринята в США и среди чилийских реформаторов-технократов. Окончательно определился социально-экономический курс хунты — свободный рынок вместо корпоративизма. Неофашисты потеряли влиятельного сторонника в высшем руководстве страны. В то же время были отклонены проекты постепенной политической либерализации.

## После хунты
После отставки Густаво Ли в целом отошёл от политической деятельности. В начале 1980-х он проявлял некоторую оппозиционность, сотрудничал с профсоюзным лидером Тукапелем Хименесом. Демонстративное убийство Хименеса в 1982 году многие восприняли как сигнал генералу Ли. Он стал проявлять осторожность в действиях, но о Пиночете отзывался негативно, сравнивал со «слоном в посудной лавке». Своё отстранение называл незаконным. Занимался бизнесом с сфере недвижимости. Его партнёром являлся Энрике Руис Бунхер (также уволенный из армии).
На общенациональном референдуме 5 октября 1988 Густаво Ли голосовал против сохранения власти Пиночета. На президентских выборах 14 декабря 1989 поддерживал христианского демократа Патрисио Эйлвина, который и был избран.
21 марта 1990, незадолго до перехода Чили к демократическому гражданскому правлению, ультралевые боевики Патриотического фронта имени Мануэля Родригеса совершили покушение на Ли. 69-летний генерал получил пять огнестрельных ранений, потерял один глаз, но остался жив и довольно быстро восстановился. В этой попытке отразилось особое отношение чилийских левых именно к генералу Ли.
Несмотря на прежние конфликты, Ли категорически осуждал попытки судебного преследования Пиночета. В октябре 1998 участвовал в митинге протеста против ареста Пиночета в Лондоне. При этом Ли подтверждал, что Пиночет фактически лично стоял во главе репрессивного аппарата хунты. Самого Ли пытались привлечь по обвинению в убийствах «пропавших без вести» коммунистов, однако освободили согласно закону об амнистии.
До конца жизни Густаво Ли настаивал на своей правоте и в антимарксистском перевороте, и в последующем противостоянии с Пиночетом. Но при этом он уточнял, что отказался бы стать членом хунты, если бы знал подлинные намерения Пиночета.
Скончался Густаво Ли Гусман от сердечно-сосудистой недостаточности в госпитале ВВС.